# Cryptanura lamentaria
Cryptanura lamentaria là một loài tò vò trong họ Ichneumonidae.